# ریچارد نویل، شانزدهمین ارل واریک
ریچارد نویل، شانزدهمین ارل واریک (انگلیسی: Richard Neville, 16th Earl of Warwick؛ ۲۲ نوامبر ۱۴۲۸ – ۱۴ آوریل ۱۴۷۱) یک شوالیهٔ دارای نشان بند جوراب، فرمانده ارتش، دیپلمات، و سیاست‌مدار اهل پادشاهی انگلستان بود. او شناخته شده به عنوان واریک شاه‌ساز، فرزند ریچارد نویل، پنجمین ارل سالزبری و از سربازان و رهبران مشهور در جنگ رزها به‌شمار می‌رود، واریک از قدرتمندترین و ثروتمندترین اشراف انگلستان همراه با ارتباطات سیاسی فراتر از مرزهای کشور بود، او یکی از رهبران عمده و از طرفداران جناح یورک‌ها بود اما بعدها به طرفداری از جناح رقیب یعنی خاندان لنکستر پرداخت، واریک در به تخت نشستن دو پادشاه نقش عمده‌ای داشت به همین دلیل بعدها به واریک شاه‌ساز معروف گردید.
واریک در دهه ۱۴۵۰ میلادی به دلایل مختلفی از جمله ثروت، ازدواج و ارث، در مرکز سیاست انگلستان درخشیدن گرفت. وی در اصل طرفدار پادشاه هنری ششم بود اما مناقشات ارضی او با ادموند، دوک سامرست باعث گردید تا جانب هنری را رها نماید و به تشریک مساعی با ریچارد، دوک یورک بپردازد که از معارضان هنری محسوب می‌گردید. در این میان، واریک توانست تا جایگاه استراتژیک و ارزشمند سروان کاله را به دست آورد، موقعیتی که در سال‌های آینده کمک‌های شایانی به وی نمود. درگیری‌های سیاسی در ادامه تبدیل به شورش کامل گردید. پس از مرگ ریچارد نویل پدر واریک به همراه ریچارد یورک در نبرد ویکفیلد، فرزند یورک بعدها با کمک واریک نهایتاً پیروز گردید و با عنوان ادوارد چهارم تاجگذاری نمود. ادوارد در ابتدا با کمک واریک حکمرانی نمود، اما تصمیم شاه در راستای ازدواج با الیزابت وودویل پس از شکست دسیسهٔ جایگزینی برادر ادوارد، جورج، دوک کلارنس، به جای وی، باعث شد تا واریک تصمیم بگیرد که هنری را به تاج و تخت بازگرداند. موفقیت این دستاورد کوتاه مدت بود و در ۱۴ آوریل ۱۴۷۱، واریک در نبرد بارنت به دست ادوارد شکست خورد و کشته شد.
واریک هیچ پسری نداشت. او دارای ۲ دختر بود که بزرگترین آن‌ها موسوم به ایزابل، با جورج، دوک کلارنس ازدواج نمود. دختر کوچکتر، آن، ازدواج کوتاه مدتی با فرزند پادشاه هنری، ادوارد وست‌مینستر داشت که در جبههٔ نبرد و در سن ۱۷ سالگی درگذشت. بعد ار این ماجرا با برادر کوچکتر پادشاه ادوارد، ریچارد دوک گلاستر که بعدها مشهور به ریچارد سوم گردید ازدواج نمود.
میراث تاریخی واریک موضوع اختلافات بسیاری گردید. دیدگاه تاریخی، نشانگر وی به عنوان فردی خود محور و دارای بی‌پروایی متناوب است که دربارهٔ او با موضوع کم لطفی عاطفی پادشاه عجین گشته. با همهٔ این احوال، به‌طور کلی دربارهٔ محبوبیت بسیاری که در تمام لایه‌های جامعه به دست آورده بود اتفاق نظر وجود دارد. محبوبیتی که باعث جذب احساسات مردم برای حمایت‌های سیاسی بود.

## نگارخانه

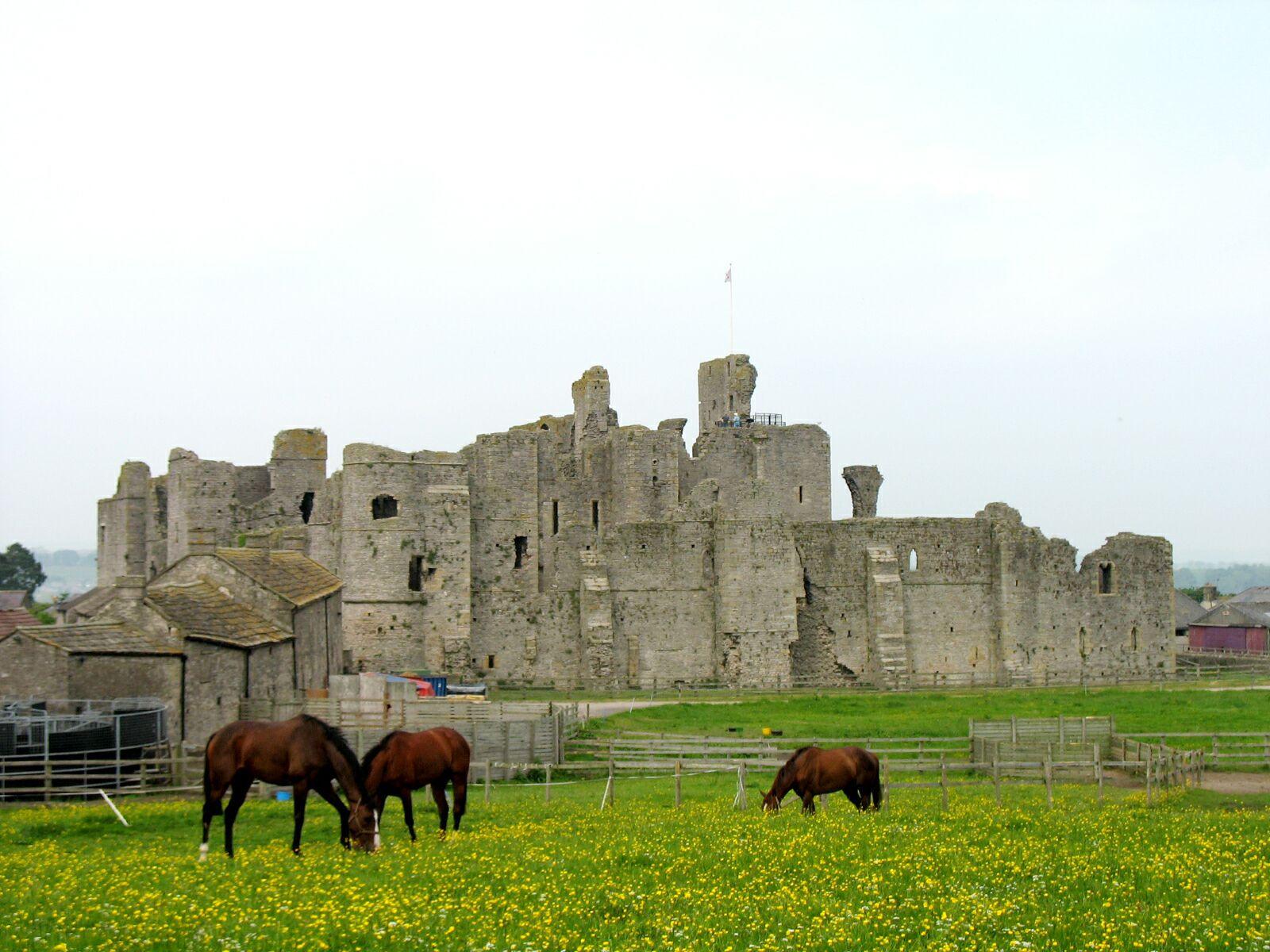
دژ میدلهام قلعه اقامتی مورد علاقه واریک در انگلستان بود
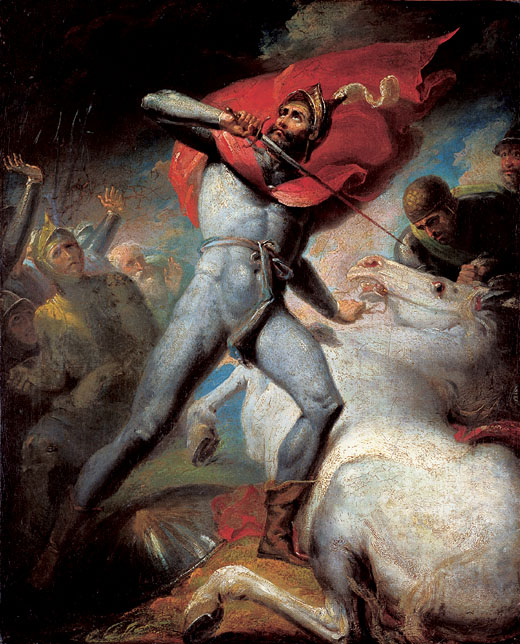
پرتره مشهور از واریک مربوط به نبرد تاوتون
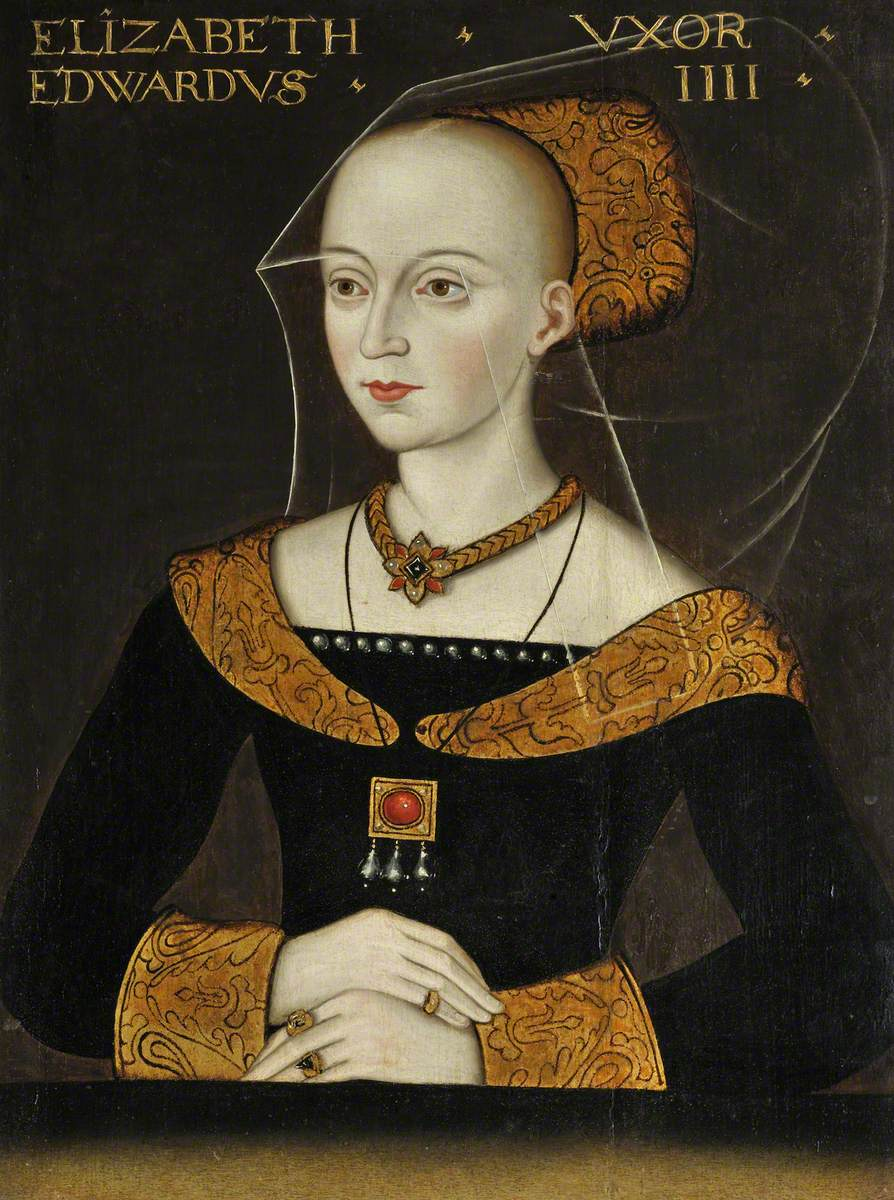
ازدواج مخفیانه ادوارد با الیزابت وودویل باعث گرایش واریک به سمت لنکسترها و دشمنی با ادوارد و یورک‌ها گردید
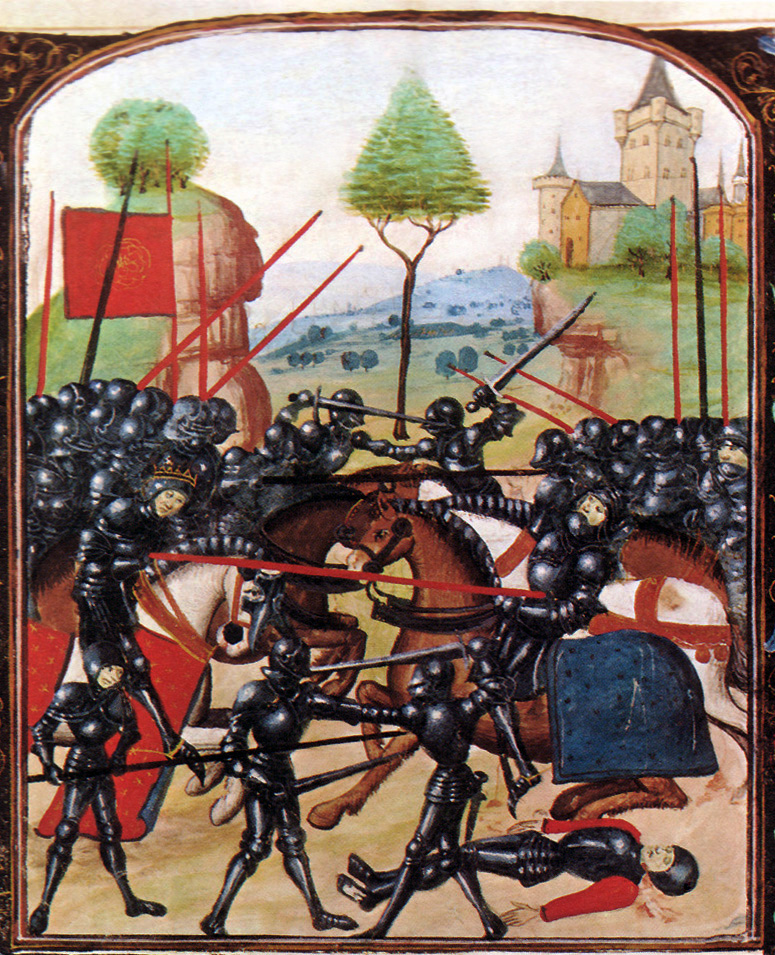
نبرد بارنت، آخرین رزمگاه واریک بود که در این نبرد کشته شد